# Jim Irvine
Jim Irvine, född den 2 december 1948 i Sydney, Australien, är en australisk landhockeyspelare.
Han tog OS-silver i herrarnas landhockeyturnering i samband med de olympiska landhockeytävlingarna 1976 i Montréal.